# 史塔玛
锡卢姆伯爵海因里希·格奥尔格·冯·史塔玛（德語：Heinrich Georg Freiherr von Stahmer, Count von Silum，1892年5月3日—1978年6月13日），德国外交官和经济学家，曾在德國外交部负责德日关系。在成为德国驻日本大使之前，他曾任外交部长约阿希姆·冯·里宾特洛甫的助手、驻日特使和驻汪精卫国民政府大使。
斯塔默是汉堡人，参加过第一次世界大战，并获得了两级鐵十字勳章。

## 外交生涯
1936年，斯塔默参加了德国和日本政府之间的反共产国际条约谈判。
1940年全年，斯塔默都在为德日同盟工作，并于1940年8月13日将缔结该条约的决定通知了日本驻柏林大使馆。1940年9月，他参加了三国同盟条约的谈判。协议签订后，斯塔默被派往东京，执行下一个任务。

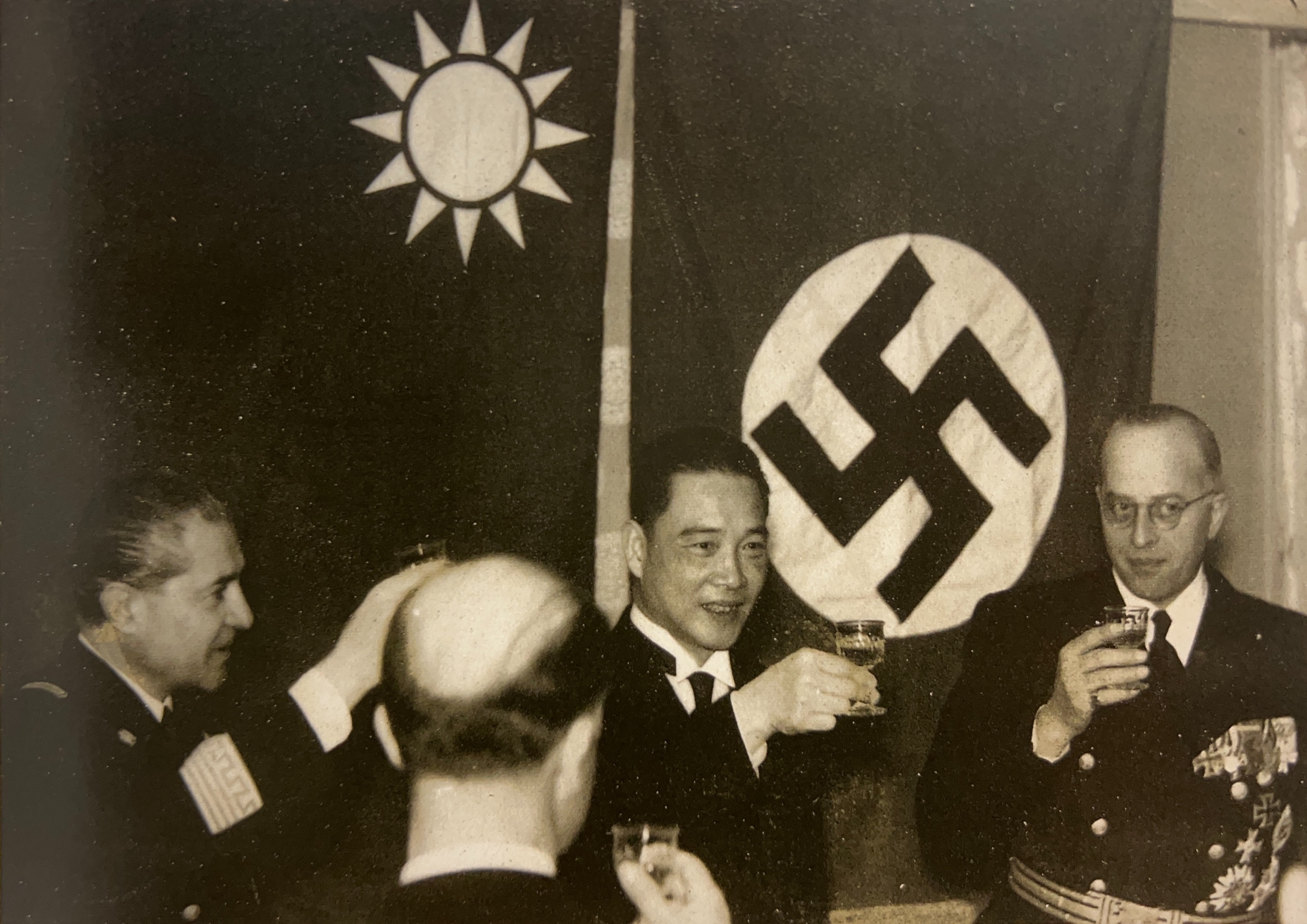
汪精卫（左）和史塔玛（右）

1941年10月，斯塔默被任命为德国驻汪精卫领导下的汪精卫国民政府的德国大使，并一直担任该职位直到1942年底。根据日本的外交电报，斯塔默对他新出任驻华大使感到“兴奋”，这一点得到了希特勒的证实。他在中国任职期间将按照德国和日本的利益行事。
1943年1月，任驻日大使，1943年1月28日从南京抵达东京，一直到战争结束。
1945年5月5日，随着德国投降的临近，日本外相东乡茂德向斯塔默递交了一份正式抗议书，指责德国政府背叛了其盟友日本。德国政府投降后，日本政府于1945年5月15日与德意志国断绝外交关系，斯塔默被关押在东京附近箱根町的富士屋酒店，直到1945年8月日本投降。
1945年9月10日日本投降后，他在东京的巢鴨刑務所被美国当局逮捕。1947年9月被送回德国并被关押至1948年9月。获释后，斯塔默开始与日本公司合作。
1978年，斯塔默在列支敦斯登瓦都茲去世。